# Repsold (cràter)

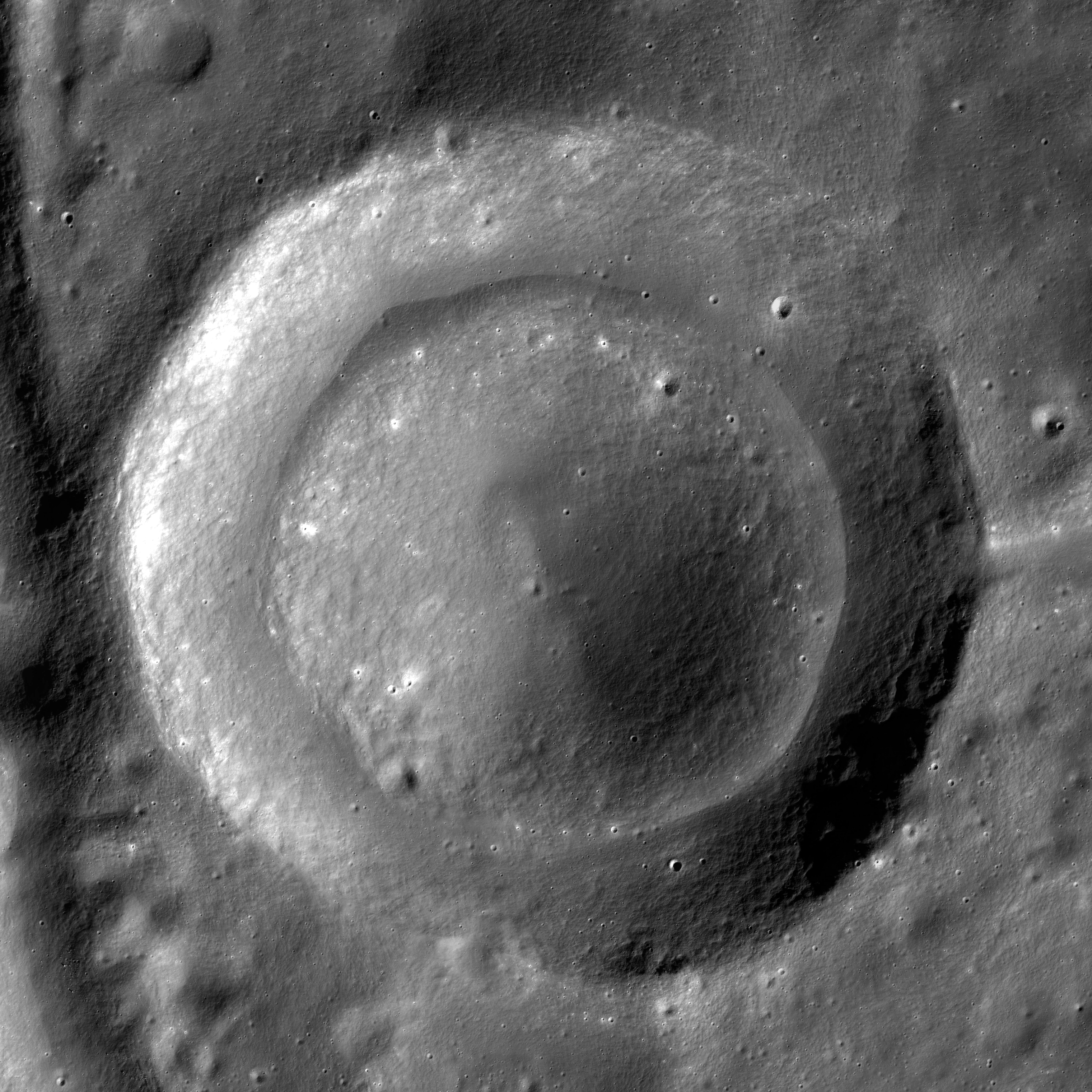
Cràter satèl·lit Repsold A (Fotografia de la missió LRO)

Repsold és un cràter d'impacte lunar que es troba en l'extrem occidental del Oceanus Procellarum, al nord-est del cràter Galvani i al sud-est de la plana emmurallada de Volta. A causa de la seva proximitat al limbe nord-occidental de la Lluna, aquest cràter apareix altament deformat per l'escorç quan s'observa des de la Terra. Deu el seu nom a l'astrònom alemany Johann Georg Repsold (1770-1830).

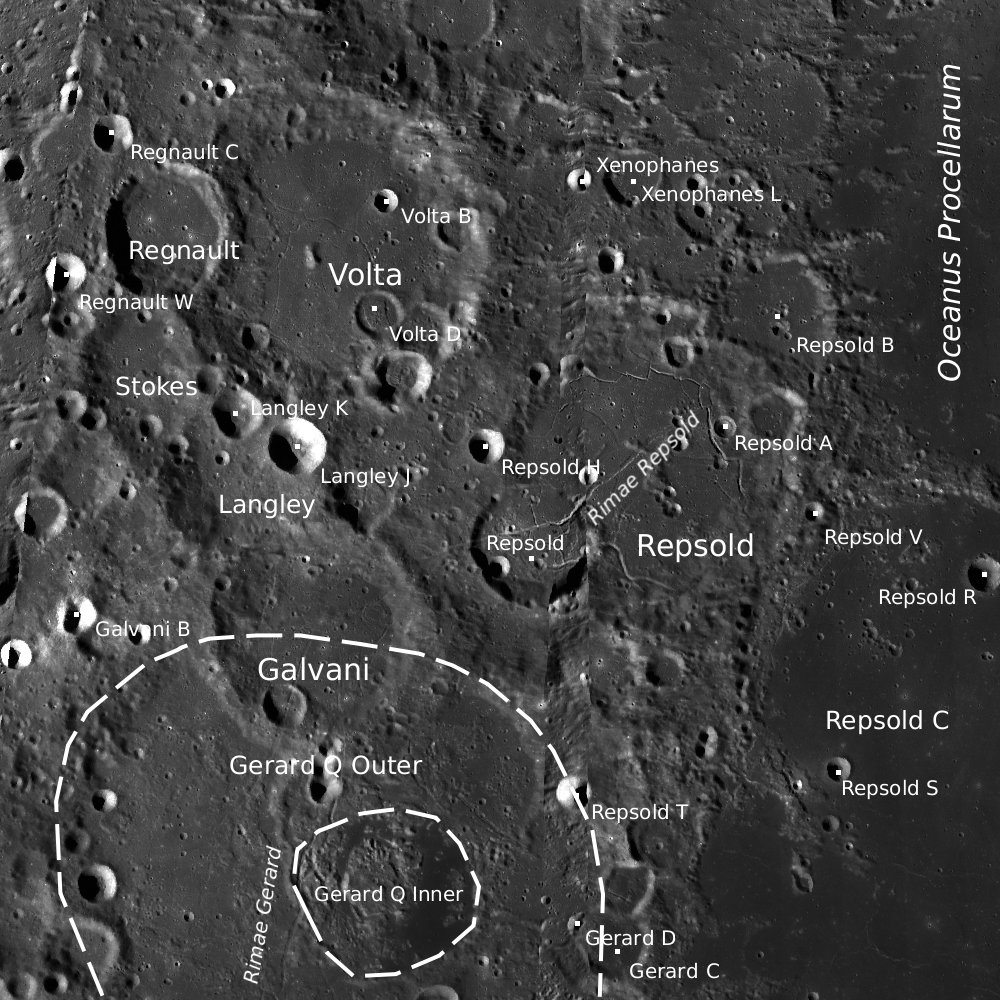
Entorn de Repsold

Aquest cràter ha estat fortament danyat per successius impactes i gran part de la seva vora s'ha desintegrada, deixant una regió accidentada de petits cràters. La secció més intacta del brocal es troba en la part sud-est, que separa aquesta formació de la mare adjacent. El cràter satèl·lit Repsold G envaeix la part sud-oest del cràter.
El sòl interior de Repsold conté un sistema d'escletxes denominades Rimae Repsold. La més prominent d'aquestes fissures comença en la part nord-est del sòl i creua cap al sud-oest. L'esquerda travessa Repsold G, dividint-lo en dues, i continua cap a l'oest-sud-oest fins que penetra en el sòl de Galvani. El sistema d'esquerdes complet aconsegueix un diàmetre de 166 quilòmetres.
Gran part del sòl de Repsold és un terreny pla format per fluxos de lava basáltica, que després es van esquerdar per formar el sistema de crestes. No obstant això, el sòl està marcat per diversos petits cràters i algunes zones contenen crestes baixes, incloent-hi una petita serralada en el sector aquest.

## Cràters satèl·lit
Per convenció aquests elements són identificats en els mapes lunars posant la lletra en el costat del punt central del cràter que està més proper a Repsold.
|         | \| Repsold \| Coordenades \| Diàmetre \| \| ------- \| ------------------------------------ \| -------- \| \| A \| 51° 48′ N, 77° 00′ O / 51.8°N,77.0°O \| 9 km \| \| B \| 53° 12′ N, 75° 48′ O / 53.2°N,75.8°O \| 38 km \| \| C \| 48° 54′ N, 73° 36′ O / 48.9°N,73.6°O \| 133 km \| \| G \| 50° 30′ N, 80° 36′ O / 50.5°N,80.6°O \| 44 km \| \| H \| 51° 42′ N, 81° 36′ O / 51.7°N,81.6°O \| 12 km \| \| N \| 49° 00′ N, 78° 12′ O / 49.0°N,78.2°O \| 14 km \| \| R \| 49° 48′ N, 72° 12′ O / 49.8°N,72.2°O \| 13 km \| \| S \| 47° 48′ N, 75° 12′ O / 47.8°N,75.2°O \| 9 km \| \| T \| 47° 42′ N, 79° 54′ O / 47.7°N,79.9°O \| 13 km \| \| V \| 50° 48′ N, 75° 24′ O / 50.8°N,75.4°O \| 7 km \| \| W \| 52° 36′ N, 79° 48′ O / 52.6°N,79.8°O \| 10 km \| |          |
| Repsold | Coordenades | Diàmetre |
| A       | 51° 48′ N, 77° 00′ O / 51.8°N,77.0°O | 9 km     |
| B       | 53° 12′ N, 75° 48′ O / 53.2°N,75.8°O | 38 km    |
| C       | 48° 54′ N, 73° 36′ O / 48.9°N,73.6°O | 133 km   |
| G       | 50° 30′ N, 80° 36′ O / 50.5°N,80.6°O | 44 km    |
| H       | 51° 42′ N, 81° 36′ O / 51.7°N,81.6°O | 12 km    |
| N       | 49° 00′ N, 78° 12′ O / 49.0°N,78.2°O | 14 km    |
| R       | 49° 48′ N, 72° 12′ O / 49.8°N,72.2°O | 13 km    |
| S       | 47° 48′ N, 75° 12′ O / 47.8°N,75.2°O | 9 km     |
| T       | 47° 42′ N, 79° 54′ O / 47.7°N,79.9°O | 13 km    |
| V       | 50° 48′ N, 75° 24′ O / 50.8°N,75.4°O | 7 km     |
| W       | 52° 36′ N, 79° 48′ O / 52.6°N,79.8°O | 10 km    |